# Andrena inculta
Andrena inculta är en biart som beskrevs av Laberge 1967. Andrena inculta ingår i släktet sandbin, och familjen grävbin. Inga underarter finns listade i Catalogue of Life.